# Zagórze (Mucharz)
Zagórze ist eine Ortschaft mit einem Schulzenamt der Gemeinde Mucharz im Powiat Wadowicki der Woiwodschaft Kleinpolen in Polen.

## Geographie
Der Ort liegt am rechten Ufer des Flusses Skawa bzw. des Stausees in Świnna Poręba, in den Kleinen Beskiden, südlich von Jaroszowicka Góra (541 m) – der einzige Hügel der Kleinen Beskiden östlich der Skawa. Die Nachbarorte sind Mucharz im Süden, Świnna Poręba im Westen, Jaroszowice im Nordwesten, Łękawica im Nordosten, sowie Dąbrówka und Skawce im Südosten. Die Bahnstation Zagórze przy Skawcach lag an der Bahnstrecke Trzebinia–Skawce.

## Geschichte
Der Ort könnte am frühesten von Żegota von Benkowicz nach dem Jahr 1333 gegründet sein. Es gibt auch ein gefälschtes Dokument, angeblich aus dem Jahr 1389, das das Dorf erwähnt. Die erste sichere Erwähnung von Zagorze stammt von Jan Długosz (1470–1480). Der Name ist topographisch und bezeichnet einen Ort za górą (hinter dem Berg).
Politisch gehörte das Dorf ursprünglich zum Herzogtum Zator, dies stand ab 1445 nominell unter der Lehnsherrschaft des Königreichs Böhmen. Es wurde im Jahr 1494 an den polnischen König verkauft. Anschließend wurde das Herzogtum Auschwitz-Zator im Jahr 1564 völlig dem Königreich Polen angeschlossen, als Kreis Schlesien der Woiwodschaft Krakau, ab 1569 in der polnisch-litauischen Adelsrepublik.
Bei der Ersten Teilung Polens kam Zagórze 1772 zum neuen Königreich Galizien und Lodomerien des habsburgischen Kaiserreichs (ab 1804). Ab 1782 gehörte es dem Myslenicer Kreis (1819 mit dem Sitz in Wadowice). Nach der Aufhebung der Patrimonialherrschaften bildete es nach 1850 eine Gemeinde im Gerichtsbezirk Wadowice im Bezirk Wadowice.
1918, nach dem Ende des Ersten Weltkriegs und dem Zusammenbruch der k.u.k. Monarchie, kam Zagórze zu Polen. Unterbrochen wurde dies nur durch die Besetzung Polens durch die Wehrmacht im Zweiten Weltkrieg. Die Grenze verlief entlang der Bahnlinie und ein Teil des Orts gehörte dann zum Landkreis Bielitz im Regierungsbezirk Kattowitz in der Provinz Schlesien (seit 1941 Provinz Oberschlesien), während der andere Teil sich im Distrikt Krakau des Generalgouvernements befand.
Von 1975 bis 1998 gehörte Zagórze zur Woiwodschaft Bielsko-Biała.
2017 wurde der Stausee an der Skawa geflutet.